# Benz Bz.IIIb
Il Benz Bz.IIIb era un motore aeronautico a 8 cilindri a V raffreddato a liquido sviluppato dall'azienda tedesco imperiale Benz Flugmotoren, divisione aeronautica della Benz & Cie, negli anni dieci del XX secolo e destinato ad equipaggiare velivoli da combattimento.

## Storia del progetto
Dopo che, durante le fasi della prima guerra mondiale, le autorità militari tedesche entrarono in possesso di alcuni motori Hispano-Suiza 8 che equipaggiavano velivoli catturati, incaricarono la Benz di riprodurne una versione per valutare l'eventualità di utilizzarlo sui modelli destinati alla Luftstreitkräfte, la componente aerea del Deutsches Heer (l'esercito imperiale tedesco).
Presentato all'attenzione dell'Idflieg questo ne autorizzò l'installazione su alcuni modelli sperimentali non ottenendo però risultati incoraggianti. Le prestazioni erano limitate in relazione alla maggior complessità di un V8 rispetto ad un 6 cilindri in linea come quelli normalmente adottati dai modelli tedeschi e l'azienda non venne autorizzata ad avviarne la produzione in serie.
Benché la Benz avesse in produzione un motore dalla simile designazione, il Benz Bz.III a 6 cilindri, non vi era alcuna parentela tra i due modelli. Entrambi appartenevano infatti al Gruppe III, quello assegnato ai motori nella fascia di potenza tra i 150 ed i 199 cavalli vapore (PS) indipendentemente dalla loro architettura.

## Velivoli utilizzatori
Germania
- AEG DJ.I
- AEG PE
- Albatros D.VII
- Albatros D.X
- Albatros Dr.II
- Aviatik D.III
- Pfalz D.XIIa